# 2024アストラ映画賞
2024アストラ映画賞（2024アストラえいがしょう、2024 Astra Film Awards）は、ハリウッド・クリエイティブ・アライアンスが主催する映画賞。2024年1月6日にロサンゼルスのビルトモア・ホテルで授賞式が執り行われた。ノミネート作品の発表は2023年12月7日にYouTubeの公式チャンネルで行われた。前回の授賞式までは「ハリウッド批評家協会映画賞（Hollywood Critics Association Film Awards）」の名称で執り行われていたが、主催団体であるハリウッド批評家協会が組織改革によって「ハリウッド・クリエイティブ・アライアンス」に改名されたことに伴い、今回から映画賞の名称が「アストラ映画賞（Astra Film Awards）」に改名され、新たに国際映画部門（主演男優賞、主演女優賞、映画製作者賞）が創設された。
最多ノミネート作品は『バービー』『ホールドオーバーズ 置いてけぼりのホリディ』の7部門で、『オッペンハイマー』『スパイダーマン:アクロス・ザ・スパイダーバース』の6部門が続いた。最多受賞作品は『バービー』の4部門である。

## 受賞結果

### 部門賞
| 作品賞 | 監督賞 |
| --- | --- |
| - 『バービー』 - 『AIR/エア』 - 『アメリカン・フィクション』 - 『カラーパープル』 - 『ホールドオーバーズ 置いてけぼりのホリディ』 - 『キラーズ・オブ・ザ・フラワームーン』 - 『マエストロ: その音楽と愛と』 - 『オッペンハイマー』 - 『パスト ライブス/再会』 - 『スパイダーマン:アクロス・ザ・スパイダーバース』 | - クリストファー・ノーラン - 『オッペンハイマー』 - アレクサンダー・ペイン - 『ホールドオーバーズ 置いてけぼりのホリディ』 - ベン・アフレック - 『AIR/エア』 - ブラッドリー・クーパー - 『マエストロ: その音楽と愛と』 - コード・ジェファーソン - 『アメリカン・フィクション』 - エメラルド・フェネル - 『Saltburn』 - グレタ・ガーウィグ - 『バービー』 - マーティン・スコセッシ - 『キラーズ・オブ・ザ・フラワームーン』 - ヨルゴス・ランティモス - 『哀れなるものたち』 |
| 主演男優賞 | 主演女優賞 |
| - ポール・ジアマッティ - 『ホールドオーバーズ 置いてけぼりのホリディ』：ポール - バリー・コーガン - 『Saltburn』：オリヴァー・クイック - ブラッドリー・クーパー - 『マエストロ: その音楽と愛と』：レナード・バーンスタイン - キリアン・マーフィー - 『オッペンハイマー』：ロバート・オッペンハイマー - コールマン・ドミンゴ - 『ラスティン: ワシントンの「あの日」を作った男』：バイヤード・ラスティン - ジェフリー・ライト - 『アメリカン・フィクション』：セロニアス・“モンク”・エリソン | - リリー・グラッドストーン - 『キラーズ・オブ・ザ・フラワームーン』：モーリー・バークハート（同時受賞） - マーゴット・ロビー - 『バービー』：バービー（同時受賞） - キャリー・マリガン - 『マエストロ: その音楽と愛と』：フェリシア・モンテアレグレ・コーン・バーンスタイン - エマ・ストーン - 『哀れなるものたち』：ベラ・バクスター - ファンテイジア - 『カラーパープル』：セリー・ハリス＝ジョンソン - グレタ・リー - 『パスト ライブス/再会』：ノラ・ムーン |
| 助演男優賞 | 助演女優賞 |
| - ライアン・ゴズリング - 『バービー』：ケン - チャールズ・メルトン - 『メイ・ディセンバー ゆれる真実』：ジョー・ヨー - コールマン・ドミンゴ - 『カラーパープル』：アルバート・ジョンソン - ドミニク・セッサ - 『ホールドオーバーズ 置いてけぼりのホリディ』：アンガス - グレン・ハワートン - 『ブラックベリー』：ジム・バルシリー - ロバート・ダウニー・ジュニア - 『オッペンハイマー』：ルイス・ストローズ                                                                                | - ダヴァイン・ジョイ・ランドルフ - 『ホールドオーバーズ 置いてけぼりのホリディ』：メアリー - アメリカ・フェレーラ - 『バービー』：グロリア - ダニエル・ブルックス - 『カラーパープル』：ソフィア - ジュリアン・ムーア - 『メイ・ディセンバー ゆれる真実』：グレイシー - レイチェル・マクアダムス - 『神さま聞いてる?これが私の生きる道?!』：バーバラ・サイモン - ヴィオラ・デイヴィス - 『AIR/エア』：デロリス・ジョーダン |
| キャスト・アンサンブル賞 | 声優賞 |
| - 『カラーパープル』 - 『AIR/エア』 - 『バービー』 - 『キラーズ・オブ・ザ・フラワームーン』 - 『オッペンハイマー』 - 『ホールドオーバーズ 置いてけぼりのホリディ』 | - ヘイリー・スタインフェルド - 『スパイダーマン:アクロス・ザ・スパイダーバース』：グウェン・ステイシー / スパイダーウーマン - アリアナ・デボーズ - 『ウィッシュ』：アーシャ - ブラッドリー・クーパー - 『ガーディアンズ・オブ・ギャラクシー:VOLUME 3』：ロケット - ダニエル・カルーヤ - 『スパイダーマン:アクロス・ザ・スパイダーバース』：ホバート・“ホービー”・ブラウン / スパイダーパンク - シャメイク・ムーア - 『スパイダーマン:アクロス・ザ・スパイダーバース』：マイルズ・モラレス / スパイダーマン - ジャック・ブラック - 『ザ・スーパーマリオブラザーズ・ムービー』：クッパ |
| 脚本賞 | 脚色賞 |
| - グレタ・ガーウィグ、ノア・バームバック - 『バービー』 - アレックス・コンヴェリー - 『AIR/エア』 - ジュスティーヌ・トリエ、アルチュール・アラリ - 『落下の解剖学』 - セリーヌ・ソン - 『パスト ライブス/再会』 - エメラルド・フェネル - 『Saltburn』 - デヴィッド・ヘミングソン - 『ホールドオーバーズ 置いてけぼりのホリディ』 | - コード・ジェファーソン - 『アメリカン・フィクション』 - ケリー・フレモン・クレイグ - 『神さま聞いてる?これが私の生きる道?!』 - エリック・ロス、マーティン・スコセッシ - 『キラーズ・オブ・ザ・フラワームーン』 - クリストファー・ノーラン - 『オッペンハイマー』 - トニー・マクナマラ - 『哀れなるものたち』 - フィル・ロード&クリス・ミラー、デヴィッド・カラハム - 『スパイダーマン:アクロス・ザ・スパイダーバース』 |
| アクション映画賞 | アニメ映画賞 |
| - 『ジョン・ウィック:コンセクエンス』 - 『クリード 過去の逆襲』 - 『ダンジョンズ&ドラゴンズ/アウトローたちの誇り』 - 『ガーディアンズ・オブ・ギャラクシー:VOLUME 3』 - 『ミッション:インポッシブル/デッドレコニング PART ONE』 - 『ザ・キラー』 | - 『スパイダーマン:アクロス・ザ・スパイダーバース』 - 『君たちはどう生きるか』 - 『マイ・エレメント』 - 『ニモーナ』 - 『すずめの戸締まり』 - 『ミュータント・タートルズ:ミュータント・パニック!』 |
| コメディ映画賞 | ドキュメンタリー映画賞 |
| - 『神さま聞いてる?これが私の生きる道?!』 - 『ブラックベリー』 - 『ボトムス ～最底で最強?な私たち～』 - 『Joy Ride』 - 『マディのおしごと 恋の手ほどき始めます』 - 『シアター・キャンプ』 | - 『STILL:マイケル・J・フォックス ストーリー』 - 『実録 マリウポリの20日間』 - 『ジョン・バティステ: アメリカン・シンフォニー』 - 『ビヨンド・ユートピア 脱北』 - 『リトル・リチャード アイ・アム・エヴリシング』 - 『テイラー・スウィフト: THE ERAS TOUR』 |
| ホラー映画賞 | 第一回作品賞 |
| - 『M3GAN ミーガン』 - 『When Evil Lurks』 - 『ノック 終末の訪問者』 - 『誰も助けてくれない』 - 『スクリーム6』 - 『トーク・トゥ・ミー』 | - セリーヌ・ソン - 『パスト ライブス/再会』 - A・V・ロックウェル - 『サウザンド・アンド・ワン』 - アデル・リム - 『Joy Ride』 - クロエ・ドモント - 『Fair Play/フェアプレー』 - コード・ジェファーソン - 『アメリカン・フィクション』 - マイケル・B・ジョーダン - 『クリード 過去の逆襲』 |
| 国際映画賞 | 国際映画製作者賞 |
| - 『落下の解剖学』 - 『コンクリート・ユートピア』 - 『枯れ葉』 - 『JAWAN/ジャワーン』 - 『PERFECT DAYS』 - 『Radical』 - 『雪山の絆』 - 『ポトフ 美食家と料理人』 - 『ありふれた教室』 - 『関心領域』 | - 宮崎駿 - 『君たちはどう生きるか』 - フアン・アントニオ・バヨナ - 『雪山の絆』 - ジョナサン・グレイザー - 『関心領域』 - ジュスティーヌ・トリエ - 『落下の解剖学』 - トラン・アン・ユン - 『ポトフ 美食家と料理人』 - ヴィム・ヴェンダース - 『PERFECT DAYS』 |
| 国際映画主演男優賞 | 国際映画主演女優賞 |
| - ガエル・ガルシア・ベルナル - 『カサンドロ リング上のドラァグクイーン』：カサンドロ - クリスティアン・フリーデル - 『関心領域』：ルドルフ・フェルディナント・ヘス - エンゾ・ヴォグリンシク - 『雪山の絆』：ヌマ・トゥルカッティ - エウジェニオ・デルベス - 『Radical』：セルジオ - 役所広司 - 『PERFECT DAYS』：平山 - マッツ・ミケルセン - 『The Promised Land』：ルドヴィク | - ザンドラ・ヒュラー - 『落下の解剖学』：サンドラ - アルマ・ポウスティ - 『枯れ葉』：アンサ - ジュリエット・ビノシュ - 『ポトフ 美食家と料理人』：ユージェニー - ライラ・モハマディ - 『ペルシアン・バージョン』：レイラ - レオニー・ベネシュ - 『ありふれた教室』：カーラ・ノーワク - ロベルタ・コリンドレス - 『カサンドロ リング上のドラァグクイーン』：サブリナ |
| 短編映画賞 | |
| - 『The After』 - 『禁書のイロハ』 - 『ラスト・リペア・ショップ』 - 『ワンス・アポン・ア・スタジオ -100年の思い出-』 - 『ストレンジ・ウェイ・オブ・ライフ』 - 『ラスト・リペア・ショップ』 | |

### 特別名誉賞
- ゲームチェンジャー賞 - グレン・ハワートン（英語版）[5]
- 演技功労賞 - ジェフリー・ライト[5]
- スター・オン・ザ・ライズ賞 - アビー・ライダー・フォートソン[5]
- 映画製作功労賞 - フアン・アントニオ・バヨナ[12]
- 美術功労賞 - ダニエル・ペンバートン[12]
- スポットライト賞 - 『ジョン・ウィック:コンセクエンス』スタントチーム[12]
- インパクト賞 - 2023年ハリウッド労働争議（英語版）のストライキ指導者たち[11]

## 内訳
| 数 | 作品名                                            |
| -- | ------------------------------------------------- |
| 4  | 『バービー』                                      |
| 2  | 『落下の解剖学』                                  |
| 2  | 『ホールドオーバーズ 置いてけぼりのホリディ』     |
| 2  | 『スパイダーマン:アクロス・ザ・スパイダーバース』 |

| 数 | 作品名                                            |
| -- | ------------------------------------------------- |
| 7  | 『バービー』                                      |
| 7  | 『ホールドオーバーズ 置いてけぼりのホリディ』     |
| 6  | 『オッペンハイマー』                              |
| 6  | 『スパイダーマン:アクロス・ザ・スパイダーバース』 |
| 5  | 『AIR/エア』                                      |
| 5  | 『アメリカン・フィクション』                      |
| 5  | 『カラーパープル』                                |
| 5  | 『キラーズ・オブ・ザ・フラワームーン』            |
| 5  | 『パスト ライブス/再会』                          |
| 4  | 『落下の解剖学』                                  |
| 4  | 『マエストロ: その音楽と愛と』                    |
| 3  | 『神さま聞いてる?これが私の生きる道?!』           |
| 3  | 『PERFECT DAYS』                                  |
| 3  | 『哀れなるものたち』                              |
| 3  | 『Saltburn』                                      |
| 3  | 『雪山の絆』                                      |
| 3  | 『ポトフ 美食家と料理人』                         |
| 3  | 『関心領域』                                      |
| 2  | 『ブラックベリー』                                |
| 2  | 『君たちはどう生きるか』                          |
| 2  | 『カサンドロ リング上のドラァグクイーン』         |
| 2  | 『クリード 過去の逆襲』                           |
| 2  | 『枯れ葉』                                        |
| 2  | 『ガーディアンズ・オブ・ギャラクシー:VOLUME 3』   |
| 2  | 『Joy Ride』                                      |
| 2  | 『メイ・ディセンバー ゆれる真実』                 |
| 2  | 『Radical』                                       |
| 2  | 『ありふれた教室』                                |